# سايث ساكالا
سايث ساكالا (بالإنجليزية: Saith Sakala)‏ لاعب كرة قدم زامبي مولود في 17 يوليو 1996 في نادي رضوى السعودي.

## مسيرة اللاعب
كانت بداياته في نادي زاناكو ووقع في عام 2017 عقد مع نادي الفتح لمدة 3 سنوات و أعير إلى نادي النجوم في عام 2018 و أعير إلى نادي الطائي مطلع عام 2019 و أعير إلى نادي الأنصار في صيف 2019 و وقع مع نادي جدة في صيف 2020 و بعدها انتقل إلى نادي بيشة و انتقل إلى نادي اللواء مطلع عام 2022 ووقع مع نادي عفيف مطلع عام 2024 ووقع مع نادي رضوى في صيف 2024.